# Incautación iraní del MSC Aries
«Incautación iraní del MSC Aries»: El 13 de abril de 2024, Irán incautó el buque portacontenedores MSC Aries, alegando violaciones a las leyes marítimas, según declaró el Ministerio de Relaciones Exteriores iraní. La embarcación, propiedad de Gortal Shipping y arrendada a Mediterranean Shipping Company (MSC), está afiliada a Zodiac Maritime, compañía del empresario israelí Eyal Ofer. El buque fue abordado por comandos iraníes en aguas internacionales del Estrecho de Ormuz, y posteriormente trasladado a territorio iraní. El incidente fue calificado como "piratería internacional", y en respuesta, Israel solicitó a la Unión Europea que impusiera sanciones contra los Cuerpos de la Guardia Revolucionaria Islámica. El 3 de mayo de 2024, la tripulación del MSC Aries fue liberada, aunque la embarcación permaneció bajo custodia de las autoridades iraníes. 

## Antecedentes
Irán había participado en la década de 2020 en varios actos de piratería o amenazas en el mar, principalmente contra el transporte marítimo europeo, estadounidense o israelí. La Convención de Ginebra de 1958 sobre Alta Mar establece que la piratería ocurre en alta mar. El artículo 101(1)(a) de la definición de la Convención de las Naciones Unidas sobre el Derecho del Mar (UNCLOS) también establece que la piratería ocurre en alta mar. Hacer referencia al artículo 58(2) de la CONVEMAR muestra que la piratería también puede ocurrir en la zona económica exclusiva. Los actos violentos contra buques en el mar territorial de cualquier estado no pueden considerarse piratería según el derecho internacional. Los actos violentos en el mar territorial constituyen robo a mano armada según las leyes de la Organización Marítima Internacional. El evento ocurrió durante una escalada entre Irán e Israel durante la guerra de poder entre Israel e Irán y Hamás respaldado por Catar. El presidente de Estados Unidos, Joe Biden, advirtió a Irán que no intensificara la situación en la semana anterior al incidente.

## Eventos
A las 2:43 de la mañana del día 13 de abril de 2024, el barco MSC Aries, de bandera portuguesa, fue abordado por un helicóptero del Cuerpos de la Guardia Revolucionaria Islámica en el Estrecho de Ormuz (entre Emiratos Árabes Unidos e Irán) y llevadolo a aguas iraníes. El MSC Aries estaría asociado con Zodiac Maritime, compañía del multimillonario israelí Eyal Ofer, añadieron los reportes. A bordo del barco se encontraban 25 tripulantes filipinos. 
El Ministro de Asuntos Exteriores israelí calificó la acción iraní como un acto de piratería internacional, de conformidad con las leyes internacionales relativas al mar. Tras el incidente, el ministro de Asuntos Exteriores israelí pidió a la Unión Europea que sancionara al Cuerpos de la Guardia Revolucionaria Islámica.
Tras el ataque, Joe Biden redujo sus vacaciones y regresó a la Casa Blanca para "consultas de seguridad" y el secretario de Defensa, Lloyd Austin, llamó al ministro de defensa israelí, Yoav Gallant, y le dijo que Israel puede confiar en Estados Unidos.